# Rolf Michel
Rolf Michel (* 21. Januar 1945 in Tambach-Dietharz) ist ein deutscher Physiker. Er ist seit 1984 Professor für Strahlenschutz an der Leibniz Universität Hannover. Seit 2010 ist er emeritiert.
Er war von 1999 bis 2006 und von 2008 bis 2016 Mitglied der deutschen Strahlenschutzkommission (SSK), deren Vorsitz er vom Januar 2008 bis einschließlich Dezember 2011 innehatte. Er gehört weiterhin (Stand 2021) dem SSK-Krisenstab an (zeitweise als Vorsitzender).
2008/2009 war er Präsident des deutsch-schweizerischen Fachverbandes für Strahlenschutz.
Für seine langjährigen Verdienste um den Strahlenschutz erhielt er am 17. September 2015 mit zwei weiteren Mitgliedern der Strahlenschutzkommission, der früheren Vorsitzenden Maria Blettner und dem damaligen Vorsitzenden Wolfgang-Ulrich Müller, das Bundesverdienstkreuz am Bande.
Schwerpunkte seiner Arbeit liegen in den Bereichen Strahlungstransport, Strahlungsnachweis und Radioanalytik, Produktion von Radionukliden in Kernreaktionen, Wechselwirkung der kosmischen Strahlung mit Materie und Radioökologie.